# Mario Grech
Mario Grech   (Qala, 20 de febrer de 1957) és un cardenal i bisbe catòlic maltès, des del 15 de setembre de 2020 secretari general del Sínode dels Bisbes.

## Biografia

### Formació
Mario Grech va néixer el 20 de febrer de 1957 a Qala, illa i regió de Gozo, prop de Malta; va ser batejat el mateix dia a l'església parroquial de San Giuseppe. Fill de Stella Attard i George Grech, la família aviat es va traslladar al poble proper de Kerċem.; aquí el jove va començar a assistir a l'Escola de les Germanes Carmelites Missioneres de Santa Teresa del Nen Jesús i més tard a l'escola primària. Després d'acabar els seus estudis a la Victoria Secondary School, sentint madura la seva vocació al sacerdoci, l'any 1977 va assistir per primera vegada al Curs de filosofia i després la de teologia al Seminari del Sagrat Cor de Gozo.

### Ministeri sacerdotal
Estada a Roma
Va rebre la seva ordenació sacerdotal el 26 de maig de 1984, a la catedral de l'Assumpció de la Mare de Déu, per imposició de les mans de monsenyor Nikol Joseph Cauchi, bisbe de Gozo; fou incardinat com a prevere de la mateixa diòcesi. Poc després, el pare Mario va ser enviat a Roma, on va obtenir la llicenciatura in utroque iure a la Universitat Pontifícia Lateranense; més tard també va obtenir el doctorat en dret canònic a la Universitat Pontifícia de Sant Tomàs d'Aquino amb la tesi "L'harmonització de les dimensions religioses i civils dels matrimonis canònics a Malta". Durant la seva estada d'estudis a la ciutat va fer la pastoral a l'Església de l'Assumpció de Maria, treballant com a expert en dret canònic al Vicariat i al Tribunal de la Rota Romana.
Sacerdoci a Malta
Al seu retorn a Gozo, l'any 1988 va ser nomenat professor de dret canònic al seminari diocesà i li van assignar diferents càrrecs pastorals a la cúria diocesana, on va ser responsable de les relacions públiques durant diversos anys. Posteriorment, el 1993, va ser nomenat vicari judicial del Tribunal Eclesiàstic de Gozo i alhora jutge del Tribunal Eclesiàstic de Malta. També va ser membre del Col·legi de Consultors i Comissions Diocesanes de Teologia, Família i Comunicació Social, desenvolupant la seva activitat pastoral a la Catedral de Gozo, a Victòria, al Santuari de Ta 'Pinu, a la parròquia de Kerċem i a la parròquia de Sant Llorenç.
També va participar com a jutge instructor en els processos de beatificació dels Servantes de Déu Margarida del Sagrat Cor de Jesús, fundadora de les Germanes Franciscanes del Cor de Jesús, i Josep De Piro, fundador de la Societat Missionera de Sant Pau. A nivell diocesà, també va ser un dels fundadors de RTK Radio i del Lumen Christi Media Center; també va assistir al grup Anawim de laics consagrats. Finalment, el 13 de novembre de 2004, va acceptar assumir la direcció de la parròquia de Nostra Senyora del Socors i de San Gregorio a Kerċem .

### Ministeri Episcopal

#### Bisbe de Gozo
El 25 de novembre de 2005, el papa Benet XVI el va nomenar, amb només quaranta-vuit anys, 8è bisbe de Gozo; succeint a monsenyor Nikol Joseph Cauchi, de setanta-sis anys, que va dimitir a causa del límit d'edat. Va rebre la consagració episcopal el 22 de gener de 2006, a la catedral de Gozo, per imposició de mans de monsenyor Cauchi, ordinari emèrit diocesà, assistit pels co-consagradors monsenyor Joseph Mercieca, arquebisbe metropolità de Malta, i Félix del Blanco Prieto, arquebisbe titular de Vannida i nunci apostòlic a Malta; durant la mateixa cerimònia també va prendre possessió de la càtedra. Com a lema episcopal, el bisbe Grech va triar In fractione panis (Lc 24,35), que fa referència a l'episodi del Sopar d'Emaús, en què els deixebles reconeixien Jesús per la manera de trencar el pa.

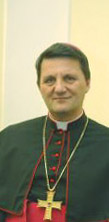
Mons. Mario Grech el 2007.

L'octubre de 2006, el Consell Local de Kerċem li va concedir el Premi Ġieħ Kercem. Entre 2008 i 2009 va posar en marxa la missió diocesana, realitzant diverses visites pastorals a les comunitats malteses d'arreu del món: Estats Units del 23 al 31 de maig de 2006; Albània del 22 al 25 de setembre de 2006; de nou Estats Units i Canadà del 22 d'abril al 5 de maig de 2008; Brasil del 13 de setembre a l'1 d'octubre de 2009 ; Austràlia el 2011 ; Perú del 13 al 22 de novembre de 2018.
Durant el seu ministeri a la diòcesi de Gozo, s'han establert diverses iniciatives i comissions, com ara la Clínica de Teràpia Familiar (2011), la Comissió per a la Salvaguarda dels Infants i Adults Vulnerables de Gozo (2017), el Centre d'Arts Litúrgiques d'Eikon (2017).), un alberg per a estudiants gozitans que estudien a Malta (2018), i el Pastoral Training Institute (2019), entre d'altres. Monsenyor Grech també va liderar la reforma del Tribunal Eclesiàstic de Gozo. A més, va iniciar el procés diocesà per a la beatificació i canonització de Dun Mikiel Attard el 2014 i del germà agustí de Gozi Grazzja Gauci el 2019. El 2013 va aprovar la primera constitució de la Comunitat Anawim. Del 2018 al 2019 va declarar Any Marià per a la diòcesi. Ha publicat 20 cartes pastorals com a bisbe de Gozo, 34 cartes pastorals amb els bisbes de Malta i ha pronunciat centenars d'homilies.
Del 2008 al 2012 va ser el representant de la Conferència Episcopal de Malta (CEM) a la Comissió de les Conferències Episcopals de les Comunitats Europees (COMECE), sent cridat a exercir aquesta funció també el 2017 ; també des del 2008 també és el representant del CEM a l'assemblea general anual de la Conferència Episcopal Italiana (CEI).
Del 17 al 18 d'abril de 2010 va rebre el papa Benet XVI durant el seu viatge apostòlic a Malta amb motiu del 1950 aniversari del naufragi de Sant Pau. El 2011 es va unir als bisbes maltesos per aconsellar als catòlics que votessin negativament en el referèndum del 28 de maig per a la legalització del divorci. El 28 de maig de 2012 va anar, juntament amb la resta de membres de l'episcopat maltès, a una visita ad limina apostolorum al Vaticà, discutint amb el Papa la situació i els problemes relatius al seu àmbit pastoral. Del 7 al 28 d'octubre del mateix any va participar en la XIII Assemblea General Ordinària del Sínode dels Bisbes a la Ciutat del Vaticà, amb el tema La nova evangelització per a la transmissió de la fe cristiana
El 20 d'agost de 2013 va ser elegit president de la Conferència Episcopal de Malta, amb efectes a partir del setembre següent, participant en les assemblees plenàries del Consell de Conferències de Bisbes d'Europa (CCEE) a Bratislava (2013), Roma (2014) i a Terra Santa (2015); va exercir aquest càrrec per un termini de 3 anys, fins al 20 d'agost de 2016. El 18 de juny de 2017, el papa Francesc va enviar un missatge de vídeo dirigit als pelegrins i al bisbe de Gozo amb motiu de la inauguració de tres mosaics al Sanctuari de Ta' Pinu.

#### Sínode del 2014
El 27 de gener de 2014, a la seu d'Afers Exteriors de Malta, va estar entre els signants de la part eclesiàstica del Tercer Protocol Addicional de l'Acord entre la Santa Seu i la República de Malta sobre el reconeixement dels efectes civils en els matrimonis canònics i les decisions de les Autoritats i tribunals eclesiàstics sobre els mateixos matrimonis.
Va participar en la III Assemblea General Extraordinària del Sínode dels Bisbes (5-19 d'octubre de 2014), amb el tema Els reptes pastorals de la família en el context de l'evangelització. Durant un discurs al Sínode del 8 d'octubre de 2014, va afirmar que "la doctrina de la fe és capaç d'adquirir progressivament més profunditat" i que s'adreça a persones amb relacions familiars complexes, o homosexuals o pares d'homosexuals, "és necessari aprendre a parlar aquest llenguatge que és conegut per l'ésser humà contemporani i que el reconeix com una manera de transmetre la veritat i la caritat de l'Evangeli".
El papa Francesc va elogiar molt el seu discurs, per la qual cosa també es va especular que Mons. Grech podria ser el favorit per succeir el dominic Paul Cremona, que va dimitir el 18 d'octubre d'aquell any del govern de la seu metropolitana de Malta; tanmateix, el 27 de febrer de 2015, Charles Scicluna va ser nomenat nou arquebisbe. Segons Malta Today, una carta dels sacerdots de la diòcesi de Gozo, dirigida al cardenal Reinhard Marx, li hauria costat el nomenament. A la carta es descriu com a "rude", amb "un vincle manifest per la riquesa material" i que gestiona malament la seva diòcesi (sobretot en tractar el cas d'un capellà acusat de pedofília), acabant amb la declaració que és "totalment inadequat" per ser arquebisbe. En una altra entrevista, Grech va refutar enèrgicament aquestes acusacions, recordant també la seva forta oposició a l'avortament.

#### Sínode del 2015
També va participar en la XIV Assemblea General Ordinària del Sínode dels Bisbes (4-25 d'octubre de 2015), amb el tema La vocació i la missió de la família a l'Església i al món contemporani. Juntament amb monsenyor Charles Scicluna, arquebisbe metropolità de Malta, va ser coautor de les directrius pastorals dels bisbes maltesos de l'exhortació apostòlica Amoris laetitia, publicada el 19 de març de 2016, en què s'indica que en alguns casos un catòlic divorciat i casat de nou pot accedir Comunió després de "judici honest"; més tard, aquestes línies també es van publicar a L'Osservatore Romano.

#### Secretari general del Sínode dels Bisbes
El 2 d'octubre de 2019, el papa Francesc el va nomenar pro-secretari general del Sínode dels Bisbes; al mateix temps també va deixar la direcció de la diòcesi de Gozo, esdevenint-ne administrador apostòlic fins al nomenament d'Anthony Teuma, el 17 de juny de 2020. En aquest sentit, el secretari general, el cardenal Lorenzo Baldisseri, ha afirmat que “El pro-secretari general, en la presa de possessió del càrrec, caminarà al costat del secretari general per conèixer directament la institució i els seus components, i prendre consciència dels processos i instàncies de competència”. Grech "exercirà el seu càrrec de pro-secretari general fins a la finalització del mandat del secretari general, per ocupar el seu càrrec".
La cita va tenir lloc uns dies abans de l'Assemblea Especial per a la Regió Panamazònica del Sínode dels Bisbes (6-27 d'octubre de 2019) amb el tema Amazonia: nous camins per a l'Església i per a una ecologia integral. Va ser un dels cinc pares sinodals que va servir a la comissió de quinze persones per a la redacció del document final del Sínode panamazònic. En acabar el Sínode, entrevistat al respecte, ha declarat que la considera una experiència molt útil tant per a les realitats eclesials en qüestió, com "per als que ens imaginem estar al centre!". Va definir la seva nova posició com una "crida missionera", important cruïlla de camins i instrument d'evangelització, reconeixent tanmateix un cert dualisme entre el Sínode que es va dur a terme internament i el concebut exteriorment pels mitjans de comunicació. També va afirmar la importància del paper de la dona en l'Església, laica i religiosa, en l'evangelització i la pastoral i, en general, en una major participació dels fidels, el Poble de Déu.
Després de l'esclat de la pandèmia de COVID-19 del 2019-2021, el març de 2020 va escriure una carta als sacerdots maltesos, exhortant-los a pregar perquè "encara que el silenci regna a les nostres esglésies, això no vol dir que l'Església romandrà muda". ; tot i ser una trista ocasió, els va instar a aprofitar-la per viure amb més devoció, sense deixar-se espantar, i posant-se al servei dels més vulnerables i de les famílies que pateixen la pèrdua dels seus éssers estimats. En una intervenció posterior, ha comentat que la pandèmia "ha fet trontollar els fonaments que creiem inamovibles", fent impossible tornar als models pastorals anteriors; domus ecclesiae. En les seves darreres declaracions, ha afirmat que "la contribució que l'Església pot, o més aviat ha de fer a aquesta societat, és proclamar Jesucrist, l'alegria de l'Evangeli" i s'ha detingut en el "do de la sinodalitat com a estil de vida eclesial"
El 4 de juliol de 2020 va ser nomenat membre del Consell Pontifici per a la Promoció de la Unitat dels Cristians, per un mandat renovable de cinc anys. El 15 de setembre següent el papa Francesc el va nomenar nou secretari general del Sínode dels Bisbes; al mateix temps va acceptar la renúncia del cardenal Baldisseri, que esdevingué octogenari dues setmanes més tard. El 27 d'agost següent, a les 18.30 hores, es va celebrar a l'església parroquial de Xewkija una missa d'acció de gràcies pel seu servei com a bisbe de Gozo.

### Cardenal
El 25 d'octubre de 2020, durant l'Àngelus, el papa Francesc va anunciar la seva creació com a cardenal en el consistori del 28 de novembre següent; amb 63 anys, és el tercer maltès a rebre la porpra cardenalicia després de Fabrizio Sceberras Testaferrata (1757-1843) i Prosper Grech, OSA (1925-2019).
El 16 de desembre següent va ser nomenat membre del Consell Pontifici per a la Promoció de la Unitat dels Cristians. El 21 de juny de 2021 va ser nomenat membre del Tribunal Suprem de la Signatura Apostòlica.
El 26 de setembre de 2021 va prendre possessió oficialment de la diaconia dels sants Cosma i Damià.

## Posicions morals, socials i polítiques

### Homosexualitat
Entrevistat el desembre de 2018, va dir que agraïa les discussions amb ateus que han perfeccionat les seves creences i preferit el diàleg. Quan se li va preguntar sobre qüestions familiars i sexuals, va dir:
| « | Si algú ve a mi demanant-me ajuda per descobrir Jesucrist... podria ser homosexual i fins i tot en una relació homosexual. És igual. No impediré aquesta persona; al contrari, jo l'ajudaria. L'últim que faria és posar-me en contra d'aquella persona... Abans es deia: "primer posa ordre a la teva vida i després començarem el camí cap a Déu". Avui, en canvi, diríem: «Apropem-nos a Jesucrist... i Crist ens ajudarà a posar ordre»... «El negre» i el «blanc» encara existeixen; però la zona grisa entremig ha crescut. És a les zones grises que hem de buscar. Per això he dit que desconfio d'aquells sacerdots, o cristians, que senten que ja saben totes les respostes. Ningú pot fer aquesta afirmació. Tots hem de seguir buscant. | » |

### Acollida de migrants
Tot i que Gozo és una illa petita, amb només 32.000 habitants però amb una de les taxes de sacerdots més altes, la posició geogràfica de la diòcesi, prop de la costa del nord d'Àfrica, va portar a Mons. Grech per intervenir diverses vegades en el tema dels migrants. Arran de la història del rescat de 49 migrants per part del Sea-Watch i el Sea-Eye, a la recerca d'un port on desembarcar, es va mostrar crític amb l'explotació de l'incident i amb el fals populisme rampant avui Parlant de la defensa dels més febles, durant la mateixa entrevista Grech va afirmar que, malgrat la celebració del 70è aniversari de la Declaració Universal dels Drets Humans, en molts casos la societat es manté insensible a la defensa dels drets fonamentals de la persona i el tema dels migrants, en la seva complexitat, "s'ha de seguir i abordar amb molta calma, amb molta prudència, però també amb gran responsabilitat. No podem prohibir la vida humana".
Entrevistat per una ràdio local, va dir que estava en contra dels maltesos que fan servir la fe cristiana per justificar ideologies contràries a l'acollida dels migrants perquè "manipulen la seva religió". En aquest sentit, també es va dir que estava "ferit" en veure el rosari exposat pel viceprimer ministre italià Matteo Salvini. Va continuar afirmant l'envelliment general d'Europa, i fent referència a les paraules del papa Francesc sobre l'empobriment dels valors de la fe. Va acabar amb una invitació "a obrir les nostres portes a aquesta gent" i amb una crida als líders polítics.

## Heràldica
El propi escut està format per tres seccions horitzontals.
a) La part superior combina els noms Grech i Attard. L'escut de Grech ocupa el costat dret, mentre que el que recorda la família original de la mare és a l'esquerra. Aquest primer apartat constitueix la targeta de la identitat humana i social del bisbe, i això no és exempt de rellevància teològica: el bisbe, de fet, és escollit entre els éssers humans, neix i s'ha criat en una família ordinària com les famílies comunes que juntes formen la societat, on vivim, tenen una personalitat cultural i una història pròpies, són una presència que pertany a la societat i que s'entrellaça amb la nostra realitat humana.
b) La part central continua anunciant la identitat d'aquest sacerdot que va ser escollit bisbe de Gozo, donant la visió teològica que a partir d'ara, amb més èmfasi, va voler donar a la seva presència entre nosaltres. Es tracta d'una visió eucarística, il·lustrada per una composició simbòlica inspirada en l'esdeveniment evangèlic de la multiplicació dels pans i dels peixos. El bisbe, en el magisteri dels Pares de l'Església, inclòs sant Ignasi d'Antioquia, presideix l'Eucaristia i esdevé Eucaristia en Crist i amb ell.
c) La part inferior de l'escut està format pels símbols del territori canònic que presidia el bisbe, el territori de l'illa de Gozo. Cada bisbe és enviat entre els homes de la terra a buscar-los com un pescador que busca peixos al mar i a treballar entre ells com un pastor que guia i pastura el seu ramat, i reuneix els deixebles al seu voltant segons l'esquema de l'Església de Jerusalem, en la pregària, en l'ensenyament dels apòstols i en el fraccionament del pa.
L'escut acaba amb el lema escollit pel bisbe com a tema inspirador del seu episcopat: In fractione panis. Aquest lema aporta la màxima llum a la visió pastoral que el bisbe vol donar al seu ministeri episcopal. Aquest lema expressa el desig del bisbe que, amb el més profund fonament teològic, vol ser un pastor que es sacrifica i es dona com a pa al seu ramat.
El lema és extret del Sopar d'Emaús (Lc 24,35) i la seva forma literària transmet el dinamisme de l'acció del bisbe en la congregació i juntament amb la congregació de l'Església: en partir el pa ens trobem junts en Crist... lliurant-nos a Déu als altres. Això succeeix en un pelegrinatge reunit amb el seu bisbe que presideix l'Eucaristia i que després és el primer a rebre el pa trencat i repartit. Aquí hi ha la dimensió de l'oblació en el sentit no només sacramental sinó també en el sentit social de solidaritat en l'amor, de càritas.

Aquest lema és essencialment bíblic i combina bé amb el símbol paleocristià de l'Eucaristia al cor de l'escut episcopal. El lema, per tant, continua posant l'accent en la unió de la diòcesi de Gozo amb l'Església del temps dels apòstols i amb la visió de l'Església del tercer mil·lenni cristià.
L'escut episcopal de Mons. En efecte, Grech té la funció d'identificació personal i jurisdicció eclesial, però sobretot d'il·lustrar una visió pastoral.